# Jack Chandu
Jack F. Chandu, (Batavia, 8 juni 1925 – Den Haag, 11 mei 1994) was een Nederlands astroloog, grafoloog, hypnotiseur en handleeskundige. Zijn werkelijke naam was J.F. Lienhard.
Hij werd geboren in Nederlands Indië, waar zijn vader bouwkundige was. Chandu zou tijdens de bezetting in een Jappenkamp terecht zijn gekomen. Hij wist daaruit volgens eigen zeggen te ontsnappen, maar werd in 1945 door de Japanse Kempeitai opgepakt en in de gevangenis van Glodok opgesloten. Daar zou hij honderden medegevangenen de hand hebben gelezen.
In 1946 kwam hij naar Nederland. Om in zijn onderhoud te voorzien werkte hij als variété-artiest. In 1963 bracht hij zijn zakelijke belangen onder in de Stichting Totaliteitsdiagnostiek die diverse medewerkers zou tellen en hem een salaris betaalde. Daarnaast richtte hij het Astrologisch Consultatie- en Opleidingscentrum Nederland (ACON) op. In 1971 stopte hij met zijn varieté-werk.
Chandu beoefende een breed scala aan occulte en daaraan verwante technieken. Hierover schreef hij een reeks boeken. De meeste van zijn publicaties waren gericht op de geïnteresseerde leek, maar hij schreef ook een reeks werken - in eigen beheer in kleine oplage uitgegeven - die bedoeld waren voor ervaren beoefenaars van vooral de astrologie. Veel van zijn boeken werden vertaald.
Daarnaast schreef hij astrologische rubrieken voor de Avrobode, Story, en de Wereldkroniek, zonder dat werk erg serieus te nemen. Hij voorspelde voor de Avro-radio de toekomst en werkte mee aan televisieprogramma's van de TROS. Ook nam hij een serie langspeelplaten op, waarop hij over de sterrenbeelden vertelde.
Chandu overleed op 68-jarige leeftijd.